# Västergötlands runinskrifter 52
Västergötlands runinskrifter 52 är ett vikingatida runristat fragment av en gravhäll som påträffades på Husaby kyrkogård, Husaby socken och Götene kommun. Stenen hittades 1937 på kyrkogården vid grävandet av en grav. Runstensfragmentet är av kalksten och är 0,85 gånger 0,54 meter stort samt 8 centimeter tjockt. Runhöjden är 11-13 centimeter. Det finns endast åtta runtecken bevarade. På stenen finns också en drake inristad, av vilken huvudet samt delar av kropp och ben är synliga. Djurornamentiken påminner om den på runstenen Vg 53. Runstenen förvaras i Husaby kyrkas södra tornkammare.

## Inskriften
Translitterering av runraden:
kyreþr li... ...
Normalisering till runsvenska:
Gyriðr le[t](?) ...
Översättning till nusvenska:
Gyred lät(?) ...